# محسن شجاعی
محسن شجاعی (زادهٔ ۱۳۴۱) مترجم و زبان‌شناس ایرانی و استادیار زبان روسی دانشگاه آزاد اسلامی واحد تهران شمال است. او دانش‌آموختهٔ دکتری آموزش زبان روسی از انستیتوی دولتی پوشکین است.
شجاعی برای تصحیح کتاب فرهنگ فارسی تاجیکی نامزدِ دریافتِ جایزهٔ کتاب سال ایران شد. علاوه بر این نقد وی بر کتاب «تاریخ ایران‌شناسی در روسیه» هم نامزد جایزه بهترین نقد سال در سال ۱۳۹۸ شد.

## مقالات و کتاب‌های چاپ شده
1. «ویراستاران پرده‌نشین». جهان کتاب، شمارهٔ 9 (391). بهمن – اسفند ۱۴۰۰. ص. ۵۳–۵۴.
2. «ایران ساسانی نتیجهٔ ۶۰ سال پژوهش». فرهنگ‌بان، سال سوّم، شماره‌های ۹–۱۰، بهار و تابستان ۱۴۰۰ [پخش: زمستان ۱۴۰۰]، ص. ۱۹۵–۲۰۳.
3. گ. پ.ئو. خاطرات یک چکیست. گئورگی آقابکوف. ترجمه: محسن شجاعی. جهان کتاب، ۱۴۰۰.
4. فعل مرکّب در زبان فارسی. یوری آرونوویچ روبینچیک. ترجمه: محسن شجاعی، با یادداشتهای علی‌اشرف صادقی. کتاب بهار، ۱۴۰۰.
5. «جهانگیر درّی و ادبیات فارسی». فرهنگ‌بان، سال دوم، شمارهٔ ۶، تابستان ۱۳۹۹ [پخش: زمستان ۹۹]. ص. ۱۲۸–۱۳۸.
6. «از جیحون تا فرات: کتابی نیازمند ویرایش». جهان کتاب. شمارهٔ ۷-8 (377-378). مهر- آبان ۱۳۹۹. ص. ۲۷–۲۹.
7. «Перевод коллокаций в художественных текстах: актуальные проблемы (на примере анализа коллокаций в пьесе «Чайка» А. П. Чехова)». АНО «Институт перевода» Миры литературного перевода. Том первый. Сборник докладов участников V Международного конгресса переводчиков художественной литературы (Москва, ۶–۹ сентября ۲۰۱۸ г). Москва: Институт перевода, ۲۰۲۰. с. ۳۲۷–۳۳۰. («مسائل اصلی مربوط به ترجمهی همایندها در متون ادبی. برپایهی تحلیل همایندهای موجود در نمایشنامهی «مرغ دریایی» آنتون چخوف».پنجمین کنگرهٔ بین‌المللی مترجمان ادبی. مسکو: ۶–۹ سپتامبر ۲۰۱۸؛ تاریخ انتشار: ۲۰۲۰).
8. روسیه پس از فروپاشی شوروی: مردم، جامعه، اصلاحات. گردآورندگان: پیوتر دوتکیویچ، ریچارد ساکوا، ولادیمیر کولیکوف. ترجمهٔ محسن شجاعی. نگارستان اندیشه؛ ایراس، ۱۳۹۹.
9. «ایران‌شناسی سرکوب‌شده در روسیهٔ شوروی». نگاه نو. شمارهٔ ۱۲۶، تابستان ۱۳۹۹. ص. ۹۹–۱۲۰.
10. «معادل‌یابی برای واژه‌های غیرسادهٔ روسی و رویکرد تکواژشناختی محض». پژوهش‌های زبان‌شناختی در زبان‌های خارجی [مجلهی علمی-پژوهشی دانشکده‌ی زبان‌های خارجی دانشگاه تهران]. تابستان ۱۳۹۹، دورهی ۱۰، شمارهٔ ۲، ص. ۳۴۸–۳۶۱.
11. «از جیحون تا فرات». فصلنامهٔ مترجم. سال ۲۹، شمارهٔ ۷۰، بهار ۱۳۹۹. ص. ۹۵–۱۰۲.
12. «Характеристика типичных ошибок в речи иранских студентов, изучающих русский язык, с точки зрения межкультурного несоответствия (к постановке вопроса)». Известия Южного Федерального Университета. Филологические науки. ۲۰۲۰, том ۲۴, № ۱. с. ۱۶۷–۱۸۱. («توصیف خطاهای رایج در میان دانشجویان ایرانیِ زبان روسی از دید ناهمگونی‌های میان‌فرهنگی». مجلهٔ دانشگاه فدرال جنوب. علوم فقه‌اللغه. ۲۰۲۰. شمارهٔ ۱)
13. «انتظارات ایرانیان از ایران‌شناسی روسیه». فصلنامهٔ مطالعات ایران‌شناسی. سال پنجم، شمارهٔ پانزدهم، زمستان ۱۳۹۸، ص. ۵۳–۶۰.
14. «دربارهٔ واژهٔ روسی grivenka و واژهٔ فارسی گیروانکه / گروانکه». نوشتهٔ واسیلی آبایف، ترجمهٔ محسن شجاعی. فرهنگ‌نویسی [ویژه‌نامه‌ی نامه‌ی فرهنگستان]. شمارهٔ ۱۴، ۱۳۹۸، ص. ۱۳۸–۱۴۲.
15. «ویژگی‌های ضروری در فرهنگ روسی به فارسی برای کاربر ایرانی». مجموعه مقالات فرهنگ‌نگاری دوزبانه: ارائه‌شده در همایش ملّی فرهنگ‌نگاری دوزبانه (اردیبهشت ۱۳۹۸: تهران). تهران: پژوهشگاه علوم انسانی و مطالعات فرهنگی، ۱۳۹۸. ص. ۱۱۳–۱۱۷.
16. «تاریخ ایرانشناسی در روسیه: محملی برای «کتابدار» شدنِ زودهنگام». جهان کتاب. سال ۲۳، شماره ۱۱ و ۱2 (357-358)، بهمن و اسفند ۱۳۹۷. ص. ۱۰–۱۵.
17. فرهنگ‌نویسی برای زبان فارسی. یوری آرونوویچ روبینچیک. ترجمه: محسن شجاعی، با یادداشت‌های علی‌اشرف صادقی. کتاب بهار، ۱۳۹۷.
18. عجائب‌الدّنیا (متنی از سدهی هفتم هجری)، ابن محدث تبریزی. پژوهش لیدیا پاولوونا اسمیرنووا، تصحیح و تحقیق: علی نویدی ملاطی. ترجمهٔ مقدّمه و تعلیقات چاپ مسکو: محسن شجاعی. بنیاد موقوفات دکتر افشار، ۱۳۹۷.
19. «Обучение переводу с русского языка в иранской аудитории: восемь практических правил». Миры литературного перевода. IV Международный конгресс переводчиков художественной литературы. Москва: ۸–۱۰ сентября ۲۰۱۶ г. М. : ۲۰۱۸. с. ۳۷۳–۳۷۸. («آموزش ترجمه از روسی برای ایرانی‌ها: هشت قاعدهی کاربردی». چهارمین کنگرهٔ بینالمللی مترجمان ادبی. مسکو: ۸–۱۰ سپتامبر ۲۰۱۶؛ تاریخ انتشار: ۲۰۱۸).
20. «К выбору теоретических критериев анализа учебников по РКИ, публикуемых в Иране». Тезисы научных докладов Второго международного форума ИАРЯЛ. Тегеран: Типография и издание Тегеранского университета, ۲۰۱۸. с. ۱۳۷. («انتخاب معیارهای تحلیل کتاب‌های درسی در زمینهٔ آموزش زبان روسی به عنوان زبان خارجی که در ایران منتشر می‌شوند». دوّمین گردهم‌آیی انجمن ایرانی زبان و ادبیات روسی. تهران: انتشارات دانشگاه تهران، ۱۳۹۷.)
21. «توصیف خطاهای رایج در گفتار روسیِ دانشجویان ایرانی از دید ناهمگونی‌های میان‌فرهنگی (طرح مسئله)». محسن شجاعی. نقد زبان و ادبیات خارجی. [دوفصلنامه علمی پژوهشی دانشکده‌ی ادبیات و علوم انسانی دانشگاه شهید بهشتی]. دوره ۱۲، شماره ۱۶، بهار و تابستان ۱۳۹۵، ص. ۱۵۳–۱۷۴.
22. ترجمهٔ اشعار برگزیدهٔ ایوان بونین. ترجمهٔ گروه مترجمین. گزینش اشعار، ویرایش ترجمه‌ها و مقدمه و توضیحات از محسن شجاعی. ایراس، ۱۳۹۴.
23. «Обучение переводу на примере опубликованных переводов». В сборнике: Миры литературного перевода. Сборник докладов участников III Международного конгресса переводчиков художественной литературы. Москва, ۴–۷ сентября ۲۰۱۴ г. М. : ۲۰۱۵. с. ۳۹۴–۳۹۶. («آموزش ترجمه برپایهٔ ترجمه‌های منتشرشده». سوّمین کنگرهٔ مترجمان ادبی. مسکو: ۴–۷ سپتامبر ۲۰۱۴؛ تاریخ انتشار: ۲۰۱۵)
24. «Иранистика в России: выдающиеся достижения прошлых лет и обширные перспективы в будущем». Караван, № ۳۰, январь ۲۰۱۴ г. , стр. ۳۶ – ۴۰. («ایرانشناسی در روسیه: دستاوردهای درخشان در گذشته و دورنمای گسترده در آینده». مجلهٔ کاروان. ۲۰۱۴، شمارهٔ ۳۰)
25. «آن که در پاسخ به ندای درون فارسی آموخت»، [شرح حال یوری روبینچیک]. فرهنگ‌نویسی (ویژه‌نامهٔ نامهٔ فرهنگستان). جلد پنجم و ششم، اردیبهشت ۱۳۹۲، ص. ۳۹۲–۴۰۰.
26. «Человек, изучавший персидский по зову сердца». Караван, Памяти Ю. А. Рубинчика. Специальный выпуск, август ۲۰۱۳ г. , стр. ۸۲–۹۱. (ترجمهٔ روسی مقالهٔ بالا است که در مجلهٔ کاروان به چاپ رسیده است)
27. Коммуникативное обучение как ведущий подход современной методики обучения иностранным языкам. Преподаватель XXI века. (ВАК). [Издательство "Прометей" МПГУ им. В.И. Ленина]. № ۱, ۲۰۱۲, с. ۲۰۶–۲۱۱. («آموزش ارتباطی، رویکردی پیشرو در روش‌شناسی معاصر آموزش زبان‌های خارجی». مسکو: مجلهٔ استادان قرن ۲۱. دانشگاه دولتی علوم آموزش و پرورش، ۲۰۱۲، شمارهی ۱)
28. فرهنگ روسی به فارسی. گرانت آوانِسوویچ واسکانیان. ویراستار و دستیار محسن شجاعی. انتشارات فرهنگ معاصر، ۱۳۹۱. (چاپ پنجم: ۱۴۰۱)
29. «دوّمین کنگرهٔ بین‌المللی مترجمان آثار ادبی روسی»، [گزارش] محسن شجاعی، جهان کتاب، سال هفدهم (۱۳۹۱)، شمارهی ۹ و ۱0 (283-284)، آذر و دی ۱۳۹۱، ص. ۲۳–۲۴.
30. "Перевод произведенийи русской литературы в Иране: нынешнее состояние и перспективы". Доклад Мохсена Шоджаи на II международном конгрессе литературных переводчиков. Москва. ۷–۸ сентября ۲۰۱۲ г.[۷] («ترجمهٔ آثار ادبی روسی در ایران: وضعیت کنونی و دورنمای آینده». دوّمین کنگرهٔ بین‌المللی مترجمان ادبی. مسکو: ۷–۸ سپتامبر ۲۰۱۲).
31. «تاریخچهٔ ترجمه‌های قرآن به روسی و بررسی مختصر ترجمه‌های موجود». محسن شجاعی. صحیفهٔ مبین [نشریهی پژوهشکدهی قرآن و عترت دانشگاه آزاد اسلامی]، شماره ۵۰، پائیز و زمستان ۱۳۹۰ [تاریخ انتشار: ۱۳۹۱]، ص. ۶۷–۱۰۱.
32. «نگاهی به ترجمهٔ دستور زبان ادبی معاصر فارسی»، دستور (ویژه‌نامهٔ نامهٔ فرهنگستان). جلد هشتم، اسفند ۱۳۹۱، ص. ۲۴۵–۲۷۷.
33. «ضرورت‌های عینیِ ویرایش فرهنگ‌های روسیِ موجود در ایران با تکیه بر تجربهٔ ویرایش فرهنگ روسی به فارسی واسکانیان»، کنفرانس: نقش زبان و فرهنگ در توسعهٔ روابط ایران و روسیه. رشت، دانشگاه گیلان، ۲۴ آبان ۱۳۸۹. (مجموعه مقالات: چاپ ۱۳۹۰، ص. ۸۷–۱۰۰).
34. «Об особенностях преподавания русско-персидского перевода». Дидактика перевода: Материалы научной конференции. Москва, ۲۱ мая ۲۰۱۰ г. Государственный институт русского языка им. А. С. Пушкина. с. ۸۸–۸۹. («ویژگی‌های تدریس ترجمه از روسی به فارسی». مسکو: انستیتوی دولتی زبان روسی پوشکین. کنفرانس آموزش ترجمه، ۲۱ ماه مه سال ۲۰۱۰).
35. «گزارش هم‌اندیشیِ استادان زبان فارسی در انستیتوی دولتیِ روابط بین‌الملل مسکو» [گزارش] محسن شجاعی، نامهٔ فرهنگستان ]نشریهٔ فرهنگستان زبان و ادب فارسی]، دورهٔ دهم، شمارهٔ اوّل، بهار ۱۳۸۷ ]تاریخ انتشار: بهار ۱۳۸۸[، ص. ۲۰۳-۲۰۹.
36. Шоджаи Мохсен. Наследие Рудаки: Материалы Международной научной конференции. Москва, ۴ июня ۲۰۰۸ г. с. ۵۰-۵۳.   («رودکی در نگاه ایرانیان امروز»، کنفرانس بین‌المللی رودکی. مسکو: ۲۰۰۸)
37. Шоджаи Мохсен. «Актуальность проведения сертификации в обучении персидскому языку российских студентов по модели Совета Европы», Филологические науки в МГИМО, ۲۰۰۸, № ۳4 (49), с. ۱۶۷-۱۷۴. [статья переиздана в сборнике: Обучение персидскому языку в московских вузах. М.: Мгимо-Университет, ۲۰۱۱. с. ۸۲-۸۸]. («ضرورت تعیین سطوح استاندارد در آموزش زبان فارسی به دانشجویان روس برپایهٔ الگوی شورای اروپا». مسکو: مجلهٔ انستیتوی دولتی روابط خارجی، ۲۰۰۸، شمارهٔ ۳۴. بازچاپ در مجموعه مقالات همان انستیتو، ۲۰۱۱)
38. «المپیاد زبان فارسی و جایزهٔ ادبی فردوسی در روسیه»، [گزارش] محسن شجاعی، نشر دانش [نشریه‌ی مرکز نشر دانشگاهی]، سال بیست و دوّم، شمارهٔ دوّم، تابستان۱۳۸۵، [تاریخ انتشار: ۱۳۸۶]، ص. ۷۵–۷۷.
39. Шоджаи Мохсен. «Преподавание русского языка в Иране (на примере подготовительного курса)» ,. Русский язык за рубежом, ۲۰۰۷, № 4 (203), стр. ۹۲–۹۶ («آموزش زبان روسی در ایران بر پایهٔ دورهٔ پیش‌دانشگاهی». مسکو: مجلهٔ زبان روسی در خارج. ۲۰۰۷، شمارهٔ ۴)
40. «آثار بازیافتهٔ زبان خوارزمی در توپراق‌قلعه (ازبکستان)»، نوشتهٔ سرگی پاولوویچ تالستوف، ترجمهٔ محسن شجاعی. مجلهٔ زبانشناسی [از انتشارات مرکز نشر دانشگاهی]، سال بیست و دوّم، شمارهٔ اوّل ۱۳۸۶، ص. ۹۹–۱۰۷.
41. «همایش بین‌المللی «روسیه و ایران: گفت‌وگوی فرهنگ‌ها»، [گزارش] محسن شجاعی. فصلنامهٔ مطالعات آسیای مرکزی و قفقاز. سال شانزدهم، دوره چهارم، شمارهٔ ۵۸. تابستان ۱۳۸۶. ص. ۲۱۷–۲۴۶
42. «دو روایت متفاوت از [ترجمة] تاریخ طبری تحریر بلعمی»، پیوتر آفاناسیِویچ گریازْنویچ و آلکساندر نیکُلایِویچ بولدیرِف، ترجمه‌ی: محسن شجاعی، ویرایش علی اشرف صادقی. نامهٔ فرهنگستان [نشریه‌ی فرهنگستان زبان و ادب فارسی]، دورهٔ نهم، شمارهٔ چهارم، زمستان ۱۳۸۶، ص. ۱۷۶–۱۹۸.
43. [بخش کتابهای روسی در:] کتابشناسی ایران‌شناسی و اسلام‌شناسی برمبنای مجموعة کتابخانة ملّی،۲ جلد، به کوشش شهده سلطانی، شهره طراوتی، محسن شجاعی، واهیک وسکان؛ زیر نظر پوری سلطانی- کامران فانی. ناشر: سازمان اسناد و کتابخانهٔ ملی جمهوری اسلامی ایران و بنیاد ایران‌شناسی، ۱۳۸۶.
44. Шоджаи Мохсен. «Методы обучения русскому языку в Иране и пути их улучшения» , Теоретический и прикладной аспекты преподавания русского языка в техническом вузе, сборник материалов межвузовской научно-практической конференции: (Москва, Московский государственный строительный университет, ۲۶–۲۷ апреля ۲۰۰۶ г.). М. , ۲۰۰۶. с. ۱۲۷–۱۳۵. («روش‌های آموزش زبان روسی در ایران و راه‌های بهبود آن». کنفرانس: جنبه‌های نظری و عملیِ تدریس زبان روسی در مؤسسات آموش عالیِ فنی. مسکو: دانشگاه دولتی معماری، ۲۰۰۶)
45. فرهنگ فارسیِ تاجیکی. زیر نظر محمّدجان شکوری … [و دیگران]، دو جلد، برگردان از خط سیریلیک و تصحیحات: محسن شجاعی. انتشارات فرهنگ معاصر، ۱۳۸۵.
46. «بخش زبان‌شناسی در همایش بین‌المللی «ایران: سنّت، تاریخ و روند توسعه»، [گزارش] محسن شجاعی، نامهٔ فرهنگستان [نشریه‌ی فرهنگستان زبان و ادب فارسی]، دورهٔ هشتم، شمارهٔ اوّل، بهار ۱۳۸۵، ص. ۲۲۳–۲۳۰.
47. «نشانگرهای سخن در زبان فارسی امروز»، نوشتهٔ یولیا پانووا، ترجمهٔ محسن شجاعی. مجلّهٔ زبان‌شناسی [از انتشارات مرکز نشر دانشگاهی]، سال بیست و یکم، شمارهٔ اوّل و دوّم ۱۳۸۵، ص. ۱۳۱–۱۴۶.
48. «سخن عشق» شب شعر فریدون مشیری در مسکو»، [گزارش] محسن شجاعی، بخارا. شمارهٔ ۵۷، آذر و دی ۱۳۸۵، ص. ۵۶۶–۵۶۸.
49. «دستور زبان فارسی ادبی معاصر»، [نقد کتابГрамматика современного пепрсидского литературного языка  نوشته‌ی یوری آرونوویچ روبینچیک]، محسن شجاعی. مجلهٔ زبان‌شناسی [از انتشارات مرکز نشر دانشگاهی]، سال نوزدهم، شمارهٔ دوّم، پاییز و زمستان ۱۳۸۳، ص. ۸۸–۱۱۰.
50. «فعل‌های کمکی در زبان دری [فارسی افغانستان]»، نوشتهٔ باریس آستروفسکی، ترجمهٔ محسن شجاعی. پژوهش‌های زبان‌شناسی ایرانی، شمارهٔ اوّل: جشن‌نامهٔ دکتر علی‌اشرف صادقی، نشر هرمس، ۱۳۸۲، ص. ۲۵۷–۲۸۱.
51. «دربارهٔ ترجمه‌های عربی خدای‌نامه»، نوشتهٔ بارون و. روزِن، ترجمهٔ متن روسی: محسن شجاعی. نامهٔ فرهنگستان [نشریه‌ی فرهنگستان زبان و ادب فارسی]، ضمیمهٔ شمارهٔ ۱۵، دی ۱۳۸۲، ص. ۲۵–۵۲.
52. «برخی ساخت‌های نحوی قالبی‌شده در زبان فارسی»، نوشتهٔ آلکساندر وِرِتِنّیکوف، ترجمهٔ محسن شجاعی. مجلّهٔ زبان‌شناسی [از انتشارات مرکز نشر دانشگاهی]، سال شانزدهم، شمارهٔ اوّل، بهار و تابستان ۱۳۸۰، ص. ۷۷–۸۲.
53. لهجهٔ تهرانی. نوشتهٔ لازار ساموئیلوویچ پِی‌سیکوف، ترجمهٔ محسن شجاعی، ویراستار علمی دکتر علی اشرف صادقی، فرهنگستان زبان و ادب فارسی، ۱۳۸۰.
54. «اسنادی از تاریخ ازبکستان»، نوشتهٔ اولگا دمیتری‌یونا چخوویچ، ترجمهٔ محسن شجاعی. وقف، میراث جاویدان [نشریه‌ی سازمان اوقاف و امور خیریه]، سال هشتم، شمارهٔ ۲۹، بهار ۱۳۷۹، ص. ۱۹–۲۴.
55. «پژوهش‌هایی در بارهٔ فقه‌اللّغهٔ ایرانی»، [معرّفی مقالات مندرج در مجموعهی Исследования по иранской филологии]، محسن شجاعی. مجلّهٔ زبان‌شناسی [از انتشارات مرکز نشر دانشگاهی]، سال پانزدهم، شمارهٔ اوّل، بهار و تابستان ۱۳۷۹، ص. ۷۹–۹۴.
56. آخرین جهش به سوی جنوب. نوشتهٔ  ولادیمیر وولفوویچ ژیرینوفسکی، ترجمهٔ محسن شجاعی، نشر و پژوهش فرزان روز، ۱۳۷۸.
57. «ترکیب‌های ثابت فعلی در زبان فارسی»، [نقد کتابОчерки глагольной фразеологии персидского языка  نوشته‌ی آلکساندر وِرِتِنّیکوف]، محسن شجاعی. مجلّهٔ زبان‌شناسی [از انتشارات مرکز نشر دانشگاهی]، سال سیزدهم، شمارهٔ اوّل و دوّم، ۱۳۷۵[تاریخ انتشار: آذر ۱۳۷۷]، ص. ۱۵۳–۱۶۵.
58. «اطّلاعات تازه‌ای از زبان‌های رمزی (آرگو) در آسیای میانه: گروه قومی «قوال» در کولاب و آرگوی آن»، نوشتهٔ یوسیف میخائیلوویچ آرانسکی، ترجمهٔ محس شجاعی. فرهنگ: ویژه‌ی زبان‌شناسی [فصلنامه‌ی علمی و پژوهشی پژوهشگاه علوم انسانی و مطالعات فرهنگی]، سال نهم، شمارهٔ اوّل، بهار ۱۳۷۵، ص. ۱۶۵–۲۰۰.
59. «چکیدهٔ پایان‌نامه‌های زبان‌شناسی»، [نقد کتابی به همین نام از نرجس جواندل صومعه‌سرائی]، محسن شجاعی. فصلنامهٔ کتاب[نشریه‌ی کتابخانه‌ی ملّی جمهوری اسلامی ایران]، دورهٔ پنجم، شمارهٔ سوّم و چهارم، پائیز وزمستان ۱۳۷۳، ص. ۱۲۲–۱۲۵.
60. «نظریهٔ زبان‌های نوستراتیک»، محسن شجاعی. مجلّهٔ زبان‌شناسی [از انتشارات مرکز نشر دانشگاهی]، سال نهم، شمارهٔ دوّم، پائیز و زمستان ۱۳۷۱ [تاریخ انتشار:اسفند ۱۳۷۳]، ص. ۷۶–۸۳.
61. «فرهنگ‌نویسی برای زبان فارسی»، [نقد کتاب Лексикография персидского языка نوشته‌ی یوری روبینچیک]، محسن شجاعی. مجلّهٔ زبان‌شناسی [از انتشارات مرکز نشر دانشگاهی]، سال نهم، شمارهٔ اوّل، بهار و تابستان ۱۳۷۱ [تاریخ انتشار: خرداد ۱۳۷۳]، ص. ۷۴–۸۶.
62. «نزاع شیعه و سنّی در بخارا، یک توطئه»، نوشتهٔ صدرالدّین عینی، بازنویسی محسن شجاعی. مجلّهٔ مطالعات آسیای مرکزی و قفقاز [وابسته به دفتر مطالعات سیاسی و بین‌المللی وزارت امور خارجه]، سال دوّم، شمارهٔ دو، پائیز ۱۳۷۲، ص. ۳۷–۴۸.
63. «نمایشگاه پایان‌نامه‌های دکترای ایران‌شناسی و اسلام‌شناسی»، [گزارش] محسن شجاعی. فصلنامهٔ کتاب [نشریه‌ی کتابخانه‌ی ملّی جمهوری اسلامی ایران]، دورهٔ چهارم، شمارهٔ چهارم، زمستان ۱۳۷۲، ص. ۵۵۰–۵۵۵.
64. «تاریخچهٔ حضور ایرانیان مهاجر در آسیای مرکزی در نیمهٔ دوّم سدهٔ ۱۹ و آغاز سدهٔ ۲۰ میلادی»، نوشتهٔ آ.م. ماتوی‌یف، ترجمهٔ محسن شجاعی. مجلّهٔ مطالعات آسیای مرکزی و قفقاز [وابسته به دفتر مطالعات سیاسی و بین‌المللی وزارت امور خارجه]، سال اوّل، شمارهٔ سوّم،  زمستان ۱۳۷۱، ص. ۱۱۷–۱۴۹.
65. «وضعیت کتابداری در تاجیکستان و راه‌های بهبود آن»، نوشتهٔ عبدالرّحیم رحیموف، ترجمهٔ محسن شجاعی. فصلنامهٔ کتاب [نشریه‌ی کتابخانه‌ی ملّی جمهوری اسلامی ایران]، دورهٔ اوّل، شماره‌های دوّم تا چهارم، ۱۳۶۹، ص. ۱۷۸–۱۹۹.
66. «صدای شرق» [معرّفی نشریات فارسی چاپ خارج]، نوشتهٔ محسن شجاعی. نشر دانش [نشریه‌ی مرکز نشر دانشگاهی]، سال دهم، شمارهٔ اوّل، آذر و دی ۱۳۶۸، ص. ۵۷.
67. «مسائل زبان فارسی در تاجیکستان»، بازنویسی و حواشی از محسن شجاعی. نشر دانش [نشریه‌ی مرکز نشر دانشگاهی]، سال نهم، شمارهٔ ششم، مهر و آبان ۱۳۶۸، ص. ۲۲–۲۸.